# Папарапатти
Папарапатти (англ. Papparapatti) — город в индийском штате Тамилнад, расположен в округе Дхармапури.

## История
В 2004 году на окраине города был убит один из самых опасных преступников Индии — Ку́си Мунисва́ми Вираппан.

## Географическое положение
Высота центра НП составляет 478 метров над уровнем моря.

## Демография
Население города составляет 11 275 человек (по результатам переписи населения в 2001 году).